# آتیلا زوبور
آتیلا زوبور (به مجاری: Zubor Attila) (زادهٔ ۱۲ مارس ۱۹۷۵) شناگر اهل مجارستان است.